# John Eugene Law
John Eugene Law est un ornithologue amateur américain, né le 26 août 1877 à Forest City (Iowa) et mort le 14 novembre 1931 à Glendale (Californie).

## Biographie
Il est le fils de John et de Katherine E. Law. Il étudie à Perry (Iowa) de 1892 à 1896, puis passe deux années à l’université du Wisconsin à Madison. Il part alors à l’université Stanford en Californie où il reçoit son Bachelor of Arts en 1900.
De 1900 à 1903, il est caissier à la First National Bank à Pomona (Californie), puis, de 1903 à 1911 à Hollywood, puis, de 1911 à 1914, il dirige deux agences bancaires. Il prend sa retraite en 1914.
Law commence à collectionner les oiseaux en 1897. Il est extrêmement actifs dans le Cooper Ornithological Club. Il contribue à la diffusion du baguage des oiseaux en Amérique du Nord à partir de 1921, notamment en améliorant des pièges à oiseau et en faisant paraître les premiers résultats. Law fait paraître de nombreuses publications dans The Condor.

## Source
- [PDF] (en) Joseph Grinnell (1932), John Eugene Law – A Biography with portrait. The Condor, 34 (4) : 165-173.